# Třída Kanggjeong
Třída Kanggjeong je třída pobřežních minolovek námořnictva Korejské republiky. Jedná se o plavidla typu SK5000 jihokorejské loděnice Kangnam Corporation. Plavidla jsou variantou italské třídy Lerici. Celkem bylo postaveno šest jednotek této třídy. Všechny jsou stále v aktivní službě.

## Stavba
Na začátku 1980s, jihokorejská loděnice Kangnam Corporation v Pusanu dovezla design minolovek třídy Lerici a postavila minolovku třídy Swallow, založenou na minolovce třídy Lerici. Jihokorejské námořnictvo objednalo minolovku třídy Swallow, která mu byla na konci roku 1986 předána k testování, konkrétně Kanggjeong (MHC-561). V roce 1988 pak jihokorejské námořnictvo objednalo dvě vylepšené lodě a v roce 1990 přidalo další tři, které byly uvedeny do provozu do roku 1994. Jihokorejské námořnictvo původně plánovalo přidat dalších 12 až 18, což bylo ale zrušeno.
Jednotky třídy Kanggjeong:
| Jméno                | Spuštěna        | Vstup do služby    | Status  |
| -------------------- | --------------- | ------------------ | ------- |
| Kanggjeong (MHC-561) | 30. srpna 1986  | 19. prosince 1986  | aktivní |
| Kangdžin (MHC-562)   | 27. října 1990  | 31. května 1991    | aktivní |
| Korjeong (MHC-563)   | 14. ledna 1991  | 30. listopadu 1991 | aktivní |
| Kimpcho (MHC-565)    | 29. září 1992   | 30. dubna 1993     | aktivní |
| Kočang (MHC-566)     | 30. března 1993 | 29. října 1993     | aktivní |
| Kumhwa (MHC-567)     | 1. srpna 1993   | 1. května 1994     | aktivní |

## Konstrukce
Trup lodí je vyroben ze sklolaminátu. První jednotka této třídy Kanggjeong nesla sonar 193M Mod 1 od společnosti GEC Marconi, následující plavidla nesla sonar 193M mod 3 a 2093. Radary této třídy jsou AN/SPS-64(V). K likvidaci min slouží dálkově ovládané prostředky Gayrobot Pluto. Pro vlastní obranu loď nese jeden 20mm kanón Oerlikon ovládaným člověkem na přídi. Pohonný systém tvoří dva diesely MTU 8V, každý o výkonu 2040 hp a dva cykloidní pohony Voith-Schneider. Nejvyšší rychlost dosahuje 15 uzlů. Dosah je 2000 námořních mil při rychlosti 10 uzlů.